# Wałoki (przystanek kolejowy)
Wałoki (biał. Валокі; ros. Волоки) – przystanek kolejowy w pobliżu miejscowości Wałoki, w rejonie mohylewskim, w obwodzie mohylewskim, na Białorusi. Leży na linii Orsza - Mohylew.